# Campoctonus bicolor
Campoctonus bicolor är en stekelart som beskrevs av Walley 1977. Campoctonus bicolor ingår i släktet Campoctonus och familjen brokparasitsteklar. Inga underarter finns listade.